# Ügetőszilveszter

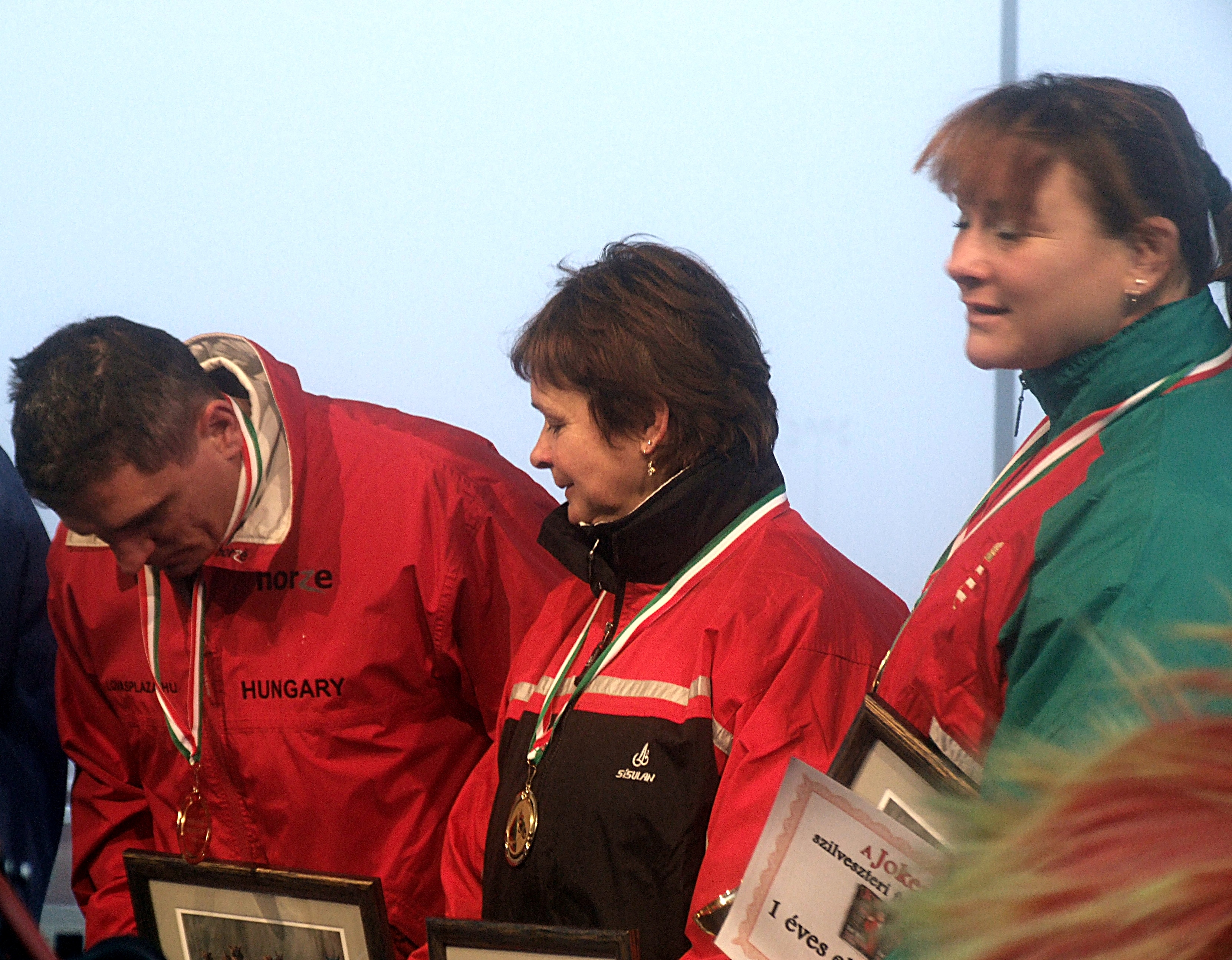
A Zenthe Ferenc-emlékverseny dobogósai 2012-ben: Bényi Szabolcs, Kruchió Ágnes, Kőbán Rita

Az ügetőszilveszter az év utolsó napjának egyik legnagyobb szabadtéri eseménye. Helyszíne: a Kincsem Park.

## Története
Az első ügetőversenyekkel összekötött piknik még a Kerepesi úti (azóta is siratott) versenypályán volt, 1999-ben. Az utolsót, 2003-ban rendezték.
Az óév búcsúztató versenynap programjaiban rangos amatőr és profi futamok szerepelnek. Hagyományosan ekkor rendezik meg a Zenthe Ferenc illetve Bubik István emlékét ápoló futamokat. Az év utolsó előtti versenye Lovaregyleti, az esemény és az év záróversenyszáma, a B. U. É. K. 20??-díj.
A futamok közötti szünetekben kulturális és egyéb programokkal is szórakoztatják a "nagyérdeműt".

## A Zenthe Ferenc és a Bubik István emlékverseny
1999-ben rendezték meg először a Színészek – Sportolók hajtása című versenyszámot. 2004 kivételével minden évben műsoron volt ez az esemény, 2006-tól több évben két futamot is rendeztek. 2009-ben a két futam felvette a két színészlegenda nevét.
- 1999
  - 1. Vesta *[2] (Lázár Vilmos); 2. Unaccepted * (Székely Zoltán); 3. Ziko * (Martinek János)
- 2000
  - 1. Zsibárus * (Bubik István); 2. Signore * (Kaszás Gergő); 3. Bankett * (Kállai Pál)
- 2001
  - 1. Bermuda * (Martinek János); 2. Usgyi * (Bubik István) 3. Csúcs * (Lázár Vilmos)
- 2002
  - 1. Díszes * (Lázár Vilmos); 2. Casus Belli * (Bubik István); 3. Alag * (Ribárszki Sándor)
- 2003
  - 1. Zűr (Kőbán Rita); 2. Április * (Lázár Vilmos); 3. Féltestvér * (Apró József)
- 2004 Nem rendezték meg a versenyt.
- 2005
  - 1. High-life * (Lázár Zoltán); 2. Féltestvér * (Kőbán Rita); 3. Gipsy Girl * (Lázár Vilmos)
- 2006
  - I. rész: 1. Indián Lady * (Sasvári Sándor); 2. Internationale * (Epres Attila); 3. Desszert * (Kőmíves Péter)
  - II. rész: 1. In Memorian  (Csapkovits Tamás); 2. Fanketti  (Kőbán Rita); 3. Féltestvér * (Lázár Zoltán)
- 2007
  - I. rész: 1. Igéző * (Nyilasi Bálint); 2. Ívelő * (Epres Attila); Fantastic Dust * (Gulyás Kiss Zoltán)
  - II. rész: 1. Hippolita* (Kőbán Rita); Guernica * (Józsa Imre; Daphné * (Lázár Zoltán)
- 2008
  - 1. J-Lo * (Lázár Vilmos); 2. Hanka * (Kőbán Rita); 3. Indián Pia * (Kőmíves Péter)
- 2009
  - Zenthe Ferenc Emlékverseny: 1. Trója * (Ács Bálint); 2. Kerámia * (Pintér Tamás; 3. Igloo * Brunner Márta)
  - Bubik István Emlékverseny: 1. Jegyzőnő * (Barabás Kiss Zoltán); 2. Pipistrella * (Nyilasi Bálint); 3. Fülöp Király * (Epres Attila)
- 2010
  - Zenthe Ferenc Emlékverseny: 1. Izzy Star * (Mészáros Árpád Zsolt); 2. II. Gatto (Ács Bálint); 3. Igloo * (Brunner Márta)
  - Bubik István Emlékverseny: 1. Képzőművész * (Martinek János); 2. Magic boy * (Fábry Sándor); 3. Kerámia * (Nyilasi Bálnt)
- 2011
  - Zenthe Ferenc Emlékverseny: 1. Manucy Molly (Kruchió Ágnes); 2. Nóraville * (Nyilasi Bálint); 3. Ibi Lobell * (Nemcsák Károly)
  - Bubik István Emlékverseny: 1. Jódlis * (Balog Gábor); 2. Igloo * (Brunner Márta); 3. Nelli Gull * (Piroch Gábor)
- 2012
  - Zenthe Ferenc Emlékverseny: 1. Poltergeist M * (Kőbán Rita); 2. Lardon * (Kruchió Ágnes); 3. Reine d' Illiat[Reine d' Illiat * (Dr. Bényi Szabolcs)
  - Bubik István Emlékverseny: 1. Nóraville (Szuper Levente); 2. Napfény * (Balogh Gábor); 3. Montgomery * (Ungvári Miklós)
- 2013
  - Zenthe Ferenc emlékverseny: 1. Mariska * (Kőbán Rita) 2. Ibi Lobell (Barabás Kiss Zoltán) 3. Kentucky Girl (Kőmíves Péter)
  - Bubik István Emlékverseny: 1. Jódlis * (Balogh Gábor) 2. Carpe Diem (Nyilasi Bálint) 3. Lucky Boy (Burucs Borbála)
- 2014
  - Zenthe Ferenc emlékverseny: 1. Napfény * (Epres Attila[3]) 2. Mausi * (Varga Viktor) 3. Ibi Lobell * (Nemcsák Károly)
  - Bubik István Emlékverseny: 1. Jegyzőnő * (Martinek János) 2. Alvena Quickly * (Piroch Gábor) 3. No Fear * (Kőbán Rita)